# Mahdjouba
La mahjouba (mhadjeb au pluriel) est une recette traditionnelle de la cuisine algérienne,. 
Bien que cette recette se soit popularisée dans toutes les wilayas d'Algérie, elle demeure toutefois une spécialité du sud comme Ouargla et Ghardaia,Tamanrasset. Elle constitue un des mets indispensables proposés dans les fast-food algériens[réf. souhaitée].
La mahjouba du dialecte algérien tire son étymologie de l’arabe حجاب, qui signifie « la voilée » ou « la couverte ».

## Description et consommation
Traditionnellement, la mahdjouba est fine, ronde, très large et croustillante.
Toutefois, on observe qu’en dehors des Zibans, les mhedjeb prennent une forme carrée plus épaisse et petite comme les msemenn traditionnels.
À l’origine, cette crêpe est farcie traditionnellement d'une préparation d'oignon, de tomate, d'ail, de poivron et d'épices. La mahdjouba se déguste bien chaude et piquante. À Biskra, cette recette familiale  est consommée spécifiquement le midi.
À Ouargla, on trouve une recette qui utilise de l'oignon, de la tomate, des carottes et des pommes de terre.
À Alger, on trouve des variantes de farce blanche qui s’accommode à la culture culinaire algéroise.
À Borj Bou Arredij existe une recette qui utilise des poivrons et de la viande hachée.
À Oran et Mostaganem, on retrouve des mhedjeb au fromage.
On trouve des mhadjeb vendues dans des fast-foods ou des bars à mahdjouba un peu partout dans le pays.
Ce mets devient de plus en plus populaire partout au Maghreb ainsi qu’en Europe, surtout à Marseille ou Paris.